# EuroBasket de 1969
O EuroBasket 1969 também conhecido por FIBA Campeonato Europeu de 1969 foi a décima sexta edição do torneio continental organizado pela FIBA Europa e que teve como sedes as cidades de Nápoles e Caserta.
A União Soviética conquistou o décimo título do EuroBasket, sendo o sétimo consecutivo. O EuroBasket teve como MVP o soviético Sergei Belov.